# Inundación de Santa Isabel (1421)

Ala exterior derecha de un retablo con la inundación de San Isabel, representando el dique roto en Wieldrecht. (Óleo sobre tabla, ca. 1490-1495, hoy en el Rijksmuseum)

La inundación de Santa Isabel (Sint-Elisabethsvloed) se produjo en 1421 en Holanda y Zelanda, el día de la festividad de Santa Isabel de Hungría, que se celebraba en esa época el 19 de noviembre. También se la conoce como la «segunda inundación de Santa Isabel». La noche del 18 al 19 de noviembre de 1421, una violenta tormenta se desató en el mar del Norte y los diques, que estaban descuidados por razones económicas, cedieron en varios lugares. Los pólderes de la región quedaron sumergidos entonces y siguen todavía hoy bajo el agua. Según las fuentes, se estima que la catástrofe habría causado 2000−10 000 muertes, sumergiendo entre 17 y 72 aldeas.
El parque nacional de Biesbosch, al sur de Dordrecht es parte de las tierras sumergidas. Las partes que han sido recuperadas son la isla de Dordrecht, la isla de Hoeksche Waard y una punta al noroeste del Brabante Septentrional.
A largo plazo, esta inundación tuvo efectos adversos para el desarrollo de la ciudad de Dordrecht. La ciudad, que entonces se enfrentaba a la vecina Geertruidenberg, quedó separada de su enemiga por las inundaciones, y también quedó separada de su zona de influencia, lo que lesionaba el desarrollo de su comercio y además, la creación de nuevas vías de agua debido a la inundación permitió a los comerciantes de otras zonas evitar el mercado de Dordrecht. La ciudad dejó de ser la principal ciudad de Holanda.
La inundación de Santa Isabel fue representada en las vidrieras de la catedral de Dordrecht.